# Boy Story
Boy Story (男孩的故事) és un grup xinès masculí format per J.Y.P. Entertainment i Tencent Music Entertainment. El grup és format per 6 membres:Jia Hanyu, Li Zihao, He Xin Long, Yu Zeyu, Gou Ming Rui i Ren Shuyang. Van debutar 2018 amb l'àlbum "Enough".

## Membres
| Nom                    | Xinès Tradicional | Data de naixement                | Lloc de naixement            | Posició principal                                      |
| ---------------------- | ----------------- | -------------------------------- | ---------------------------- | ------------------------------------------------------ |
| Jia Han Yu (Hanyu)     | 贾涵予            | 20 de maig de 2004 (16 anys)     | República Popular de la Xina | Líder, raper principal, ballarí, vocalista ocasional.  |
| Li Zi Hao (Zihao)      | 李梓豪            | 22 de octubre de 2004 (15 anys)  | República Popular de la Xina | Raper, ballarí, vocalista ocasional.                   |
| He Xin Long (Xinlong)  | 贺鑫隆            | 11 de març de 2005 (15 anys)     | República Popular de la Xina | Raper, ballarí principal, vocalista ocasional.         |
| Yu Ze Yu (Zeyu)        | 于泽宇            | 24 de desembre de 2005 (14 anys) | República Popular de la Xina | Vocalista principal, ballarí, raper ocasional, visual. |
| Gou Ming Rui (Mingrui) | 苟明睿            | 28 de agost de 2006 (14 anys)    | República Popular de la Xina | Vocalista, ballarí, raper ocasional.                   |
| Ren Shu Yang (Shuyang) | 任书漾            | 24 de abril de 2007 (13 anys)    | República Popular de la Xina | Vocalista, ballarí, raper, maknae.                     |

## Biografia

### Projecte de pre-debut
Des de setembre de 2017, el "Real! Project" Pla especial es va llançar amb quatre senzills per fer el debut oficial al setembre de 2018. El primer senzill va ser "How Old R U". El segon senzill va ser "Can't Stop" que va ser llançat el 15 de desembre de 2017, i el tercer senzill va ser "Jump Up" llançat el 30 de març de 2018. L'últim single previ al debut va ser produït pel fundador de JYP Entertainment, Park Jin-young. La cançó, "Handz Up", va ser llançada el 12 de juny de 2018.

### 2018 - present: Debut ambEnough
Boy Story va fer el seu debut oficial el 21 de setembre de 2018 amb el seu primer mini àlbum Enough que incloïa tots els senzills previs al debut i la cançó debut "Enough".  El 21 d'octubre de l'any 2018, el grup va llançar "Stay Magical" (奇妙里). A el mes següent, Boy Story va realitzar la cançó "For U" dedicada a BOSS (fandom). Boy Story va llançar el seu retorn el 29 de març de 2019 amb "Oh My Gosh", seguit d'un altre retorn el 26 de juliol de 2019 amb "Too Busy" en col·laboració amb Jackson Wang. El 6 de gener de 2020, Boy Story va llançar el àlbum "I = U = WE序.

## Discografia

### Mini álbum
- Enough (2018)
- I=U=WE :序  (2020)

### Senzills
- How Old R U (2017)
- Can't Stop (2017)
- JUMP UP  (2018)
- Handz UP  (2018)
- Enough  (2018)
- 奇妙 里 (Stay Magical) (2018)
- For U  (2018)
- Oh My Gosh (2019)
- Too busy (2019)
- Intro: BOY STORY (2020)
- 如果(Rú Guǒ) – If (2020)
- Energy (2020)
- 序告白(Xù Gào Bái) - Prologue (2020)
- Outro: 彼此(Bǐ Cǐ) - Each Other (2020)
- Change (2020)